# Brian Bell
Brian Bell, född 9 december 1968 i Iowa City i Iowa, är en amerikansk låtskrivare och gitarrist. Han är kompgitarrist i det amerikanska rockbandet Weezer. Han har även sina egna band The Relationship med medlemmar från Die Hunns och The Space Twins.
Bell föddes i Iowa och växte upp i Knoxville i Tennessee. Han bor i Los Angeles.

## Diskografi
Album med Weezer
- Weezer (The Blue Album) (1994)
- Pinkerton (1996)
- Weezer (The Green Album) (2001)
- Maladroit (2002)
- Make Believe (2005)
- Weezer (The Red Album) (2008)
- Raditude (2009)
- Hurley (2010)
- Death to False Metal (2010)
- Everything Will Be Alright in the End (2014)
- Weezer (The White Album) (2016)
- Pacific Daydream (2017)
- Weezer (The Teal Album) (2019)
- Weezer (The Black Album) (2019)
- OK Human (2021)
- Van Weezer (2021)

Album med Space Twins
- The End of Imagining (2003)

Album med The Relationship
- The Relationship (2010)
- Clara Obscura (2017)

Album med Carnival Art
- Like Nobody's Business (1989)
- Thrumdrone (1991)
- Welcome to Vas Llegas (1992)